# Jimelga
En náutica, la Jimelga (Gemelo, Gaburón) es la pieza o pedazo de madera de la figura de una teja muy larga que se adapta y trinca a un palo, verga o botalón, para su refuerzo. (fr. Jumelle; ing. Fish). 

## Etimología
La Jimelga se llama también Gemelo y Gaburón. 

## Tipos
- Jimelga de frente: es la que se pone por la cara de proa de los palos, desde el canto superior del cuello para abajo a fin de que la verga no se roce.
- Jimelga de cuerpo: son las piezas o pedazos de madera con que se rellenan las faltas de las mechas o contramechas en la parte interior de los palos.
- Jimelga de cabeza: es cualquiera de las dos piezas que se colocan una a cada lado de los palos principales para completar su grueso en la parte superior y el largo que pueda faltar a la mecha. Se llama también chanflón. Sebastián Fernández de Gamboa la llama chapuz y expresa que en su tiempo se usaba en lugar de calceses por ser obra más ligera, y que estos ya no se estilaban por la misma razón.